# 인천광역시립박물관
인천광역시립박물관(仁川廣域市立博物館, Incheon Metropolitan City Museum)은 인천광역시에 있는 공립박물관이다. 역사 고증, 민속·문화예술·인류학 영역의 자료를 수집하여 시민의 관람에 기여하고, 향토문물 조사·연구·교육·계몽에 관한 사무를 담당하기 위해 인천광역시청 산하에 설치된 사업소이다.
박물관장은 지방서기관으로 보하며, 대한민국 최초의 공립 박물관이다. 분관으로 송암미술관, 검단선사박물관, 한국이민사박물관, 인천도시역사관을 두고 있다.

## 연혁
- 1946년 4월 1일: 인천시 중구 송학동 1가 1번지에서 초대 박물관장 이경성 관장취임으로 개관.
- 1950년 6월 25일: 한국 전쟁 발발, 소장유물 소산.
- 1950년 9월 15일: 인천 상륙 작전 감행, 박물관 건물 포격으로 소실.
- 1953년 4월 1일: 인천시 중구 송학동 1가 11번지에서 복관.
- 1965년 12월 17일 ~ 1966년 5월 7일: 인천 서구 경서동 녹청자도요지 발굴조사(국립중앙박물관과 합동조사) 실시.
- 1985년 12월 13일: 박물관법에 의거 문화공보부 등록.
- 1990년 5월 4일: 인천직할시 남구 옥련동 525번지 신축건물로 이전 개관.
- 1995년 1월 1일: 인천광역시립박물관으로 명칭변경.
- 2006년 7월 10일: 리모델링 완료, 재개관.[4]

## 주요 시설
주요 시설은 역사1실, 역사2실, 실감영상실, 고미술실, 기증실, 석남홀, 기획전시실 등 여러 시설들이 있다.

## 주요 소장품

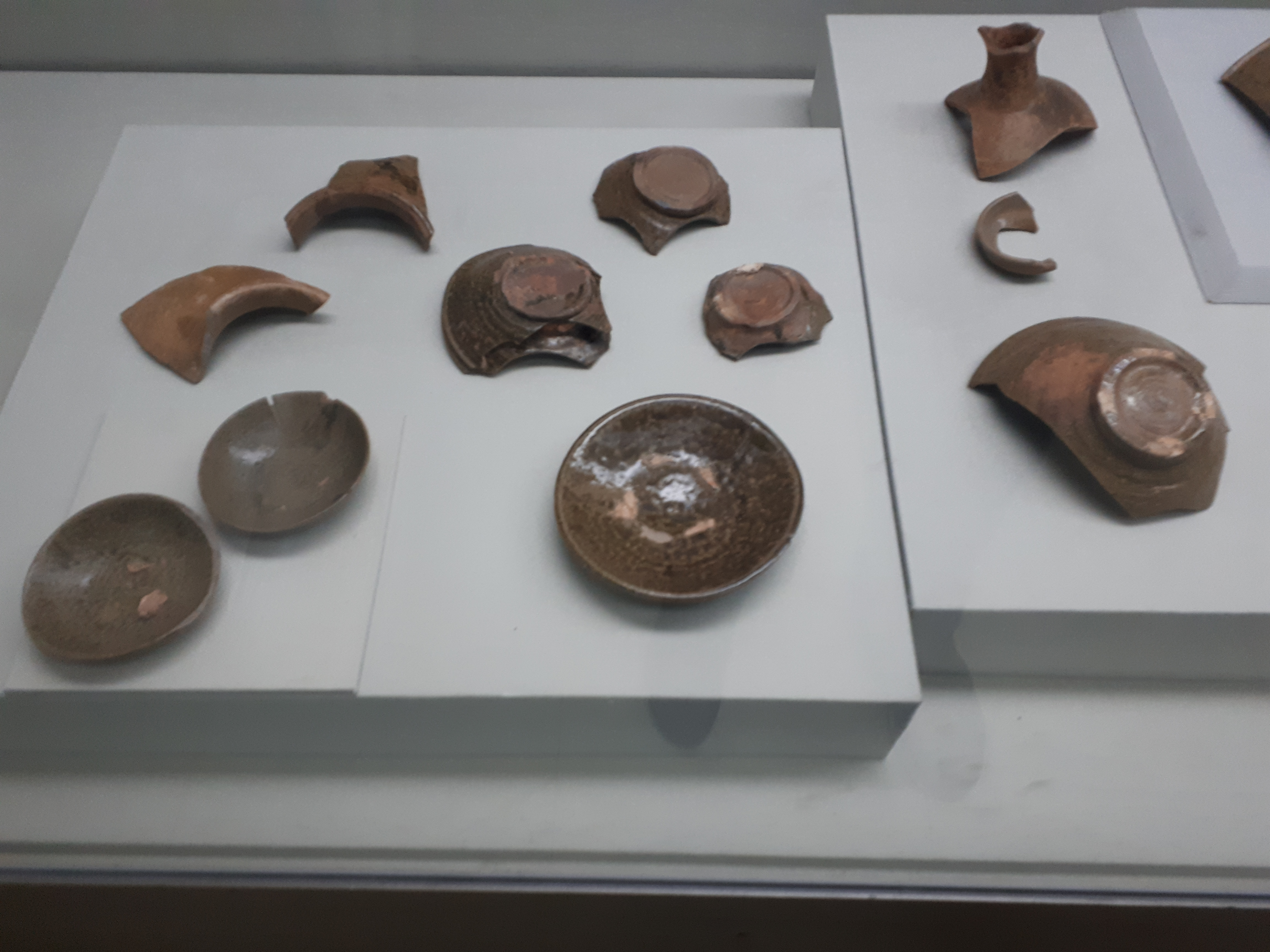
경서동_가마터_출토_유물
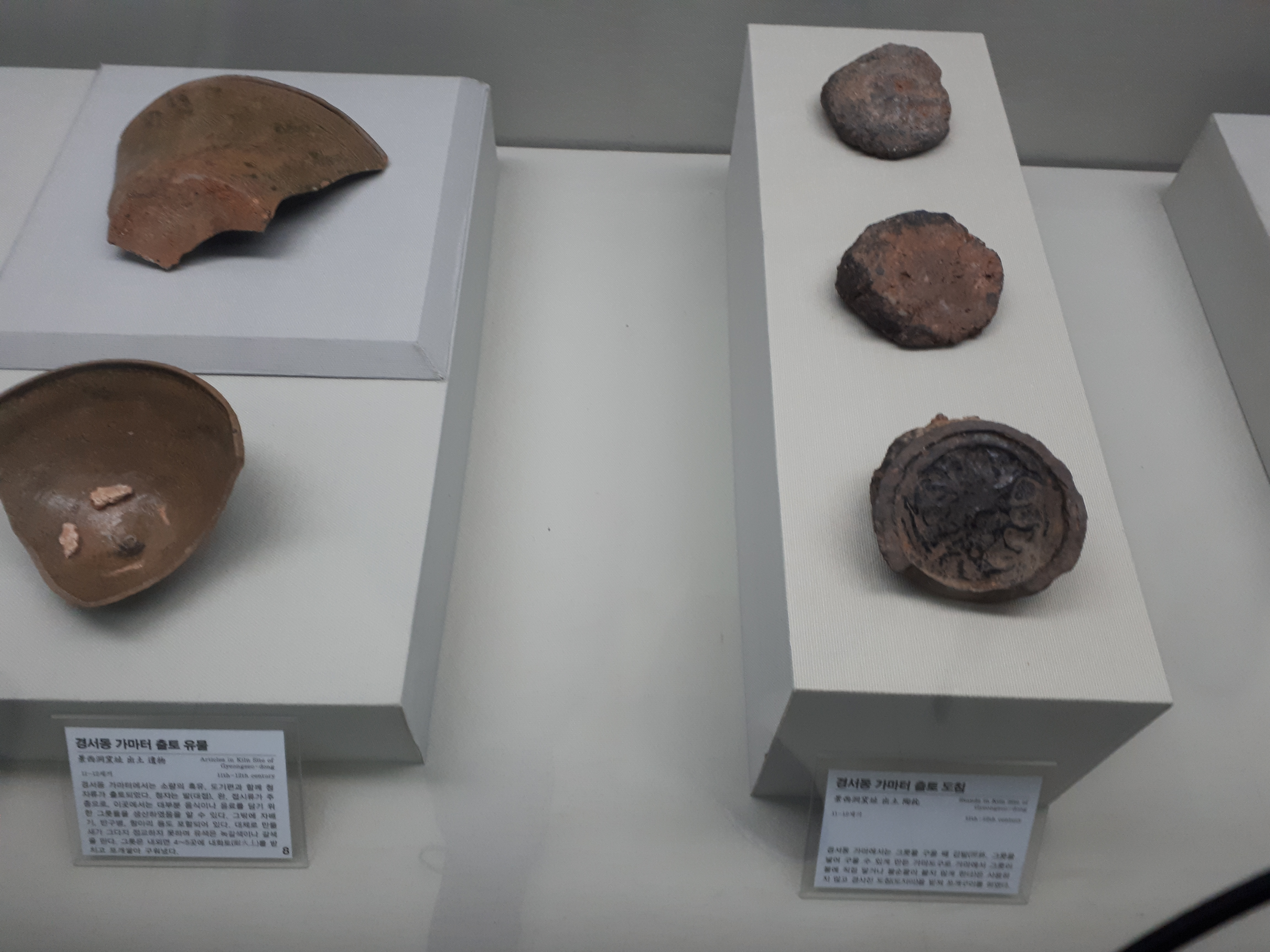
경서동 가마터 출토 도침
계양산성 모형
문학산성 모형
화개산성 모형
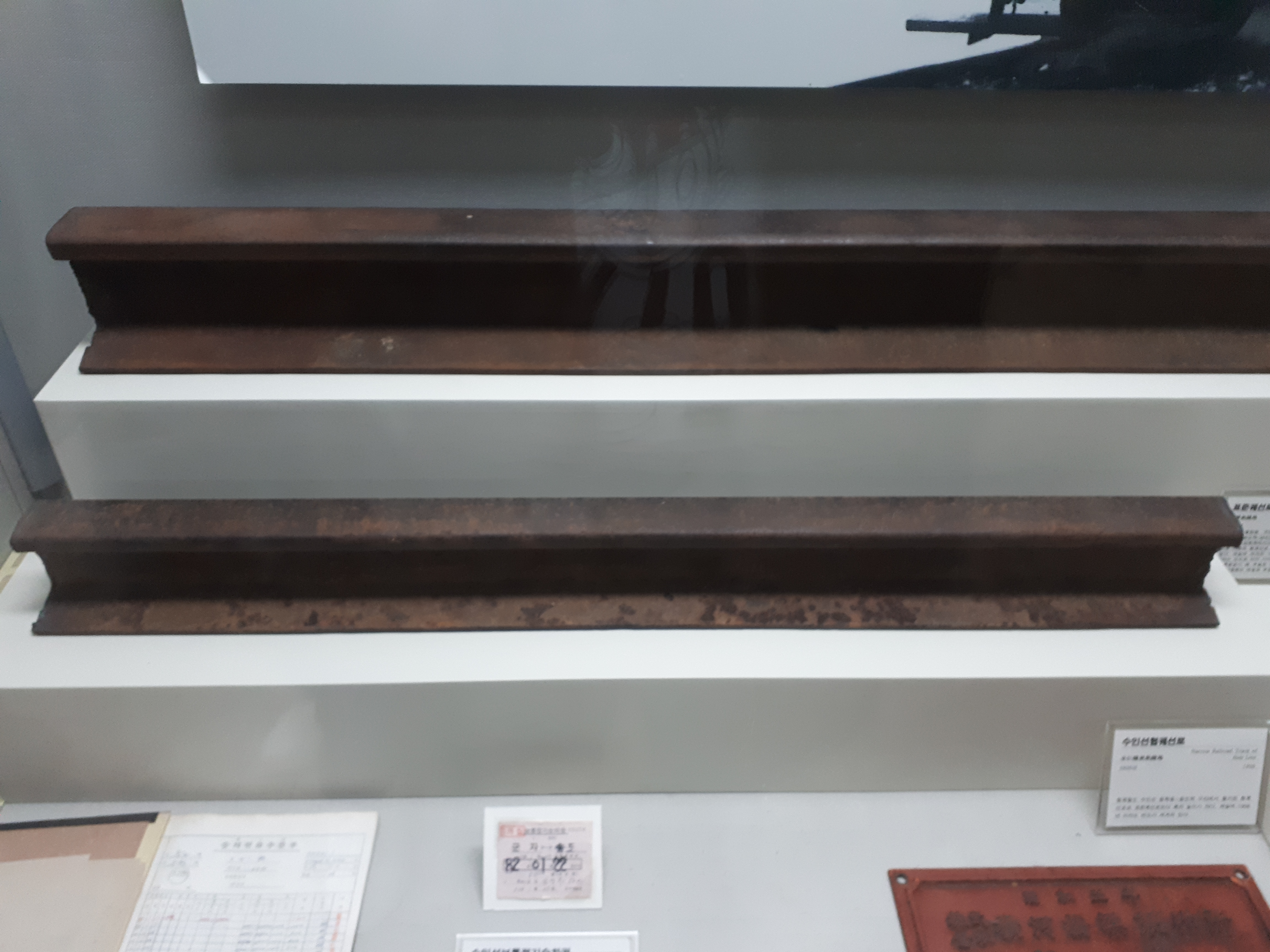
수인선 협궤와 표준궤 비교
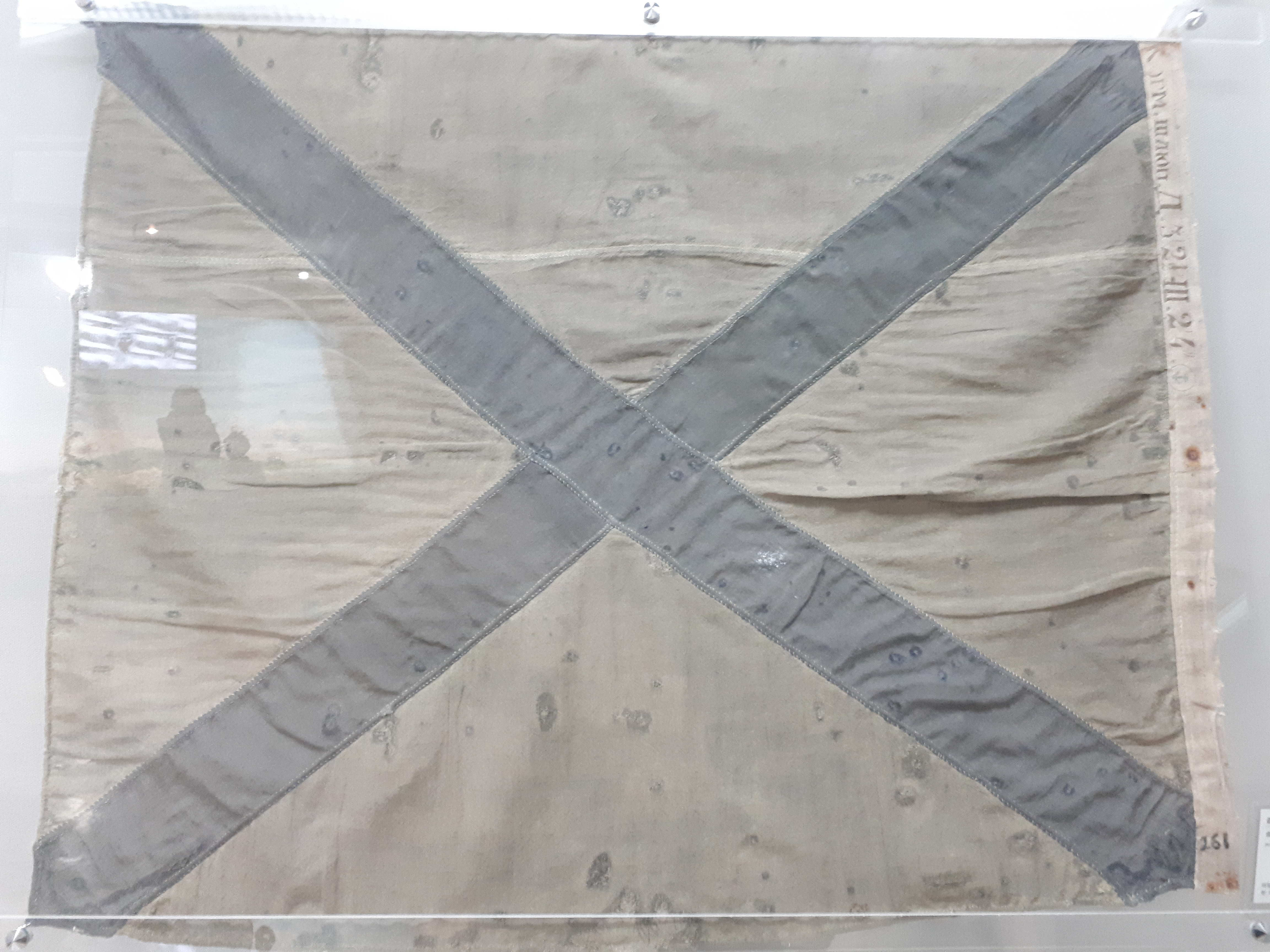
바리야크함 깃발
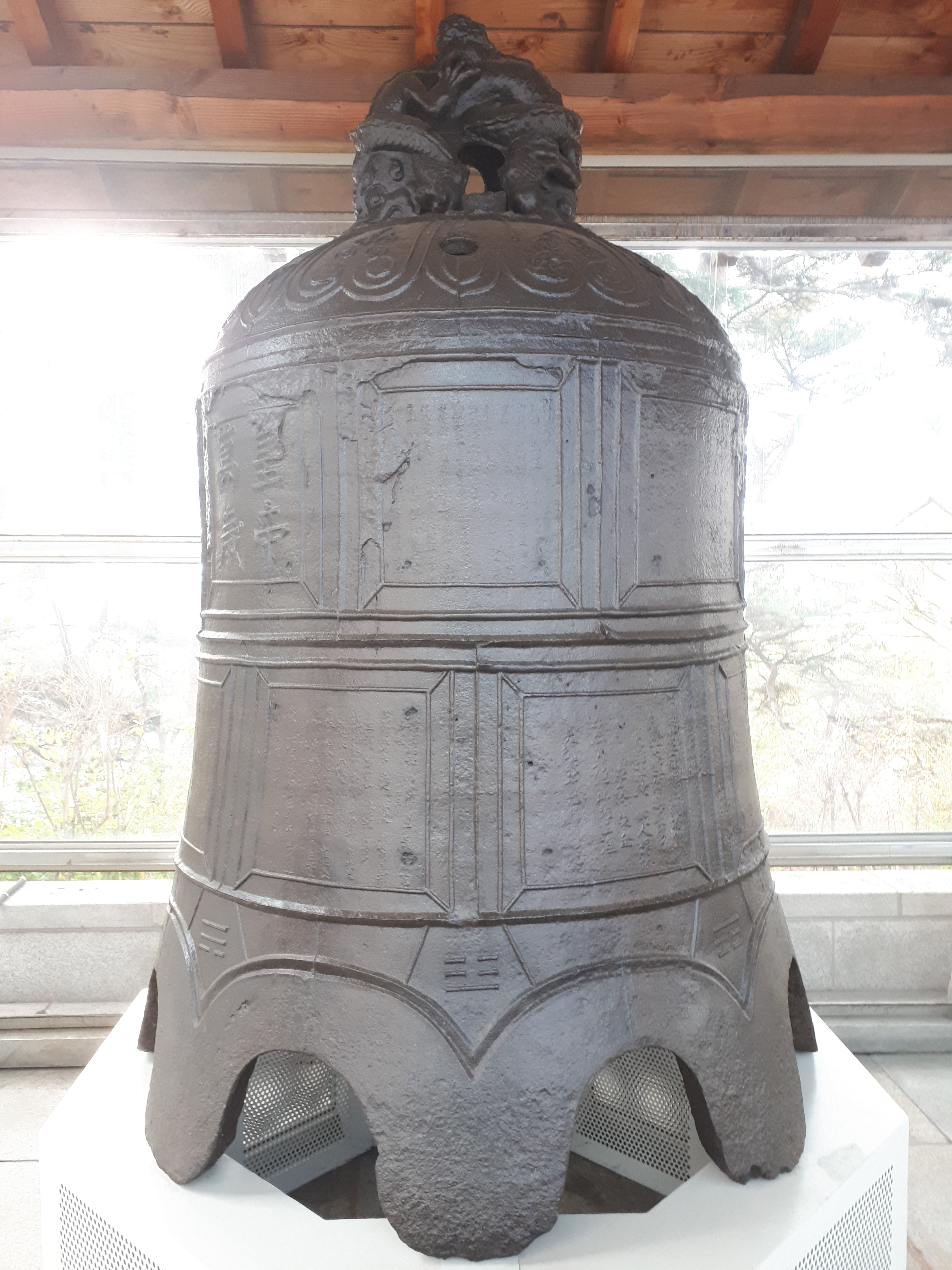
원대철제범종
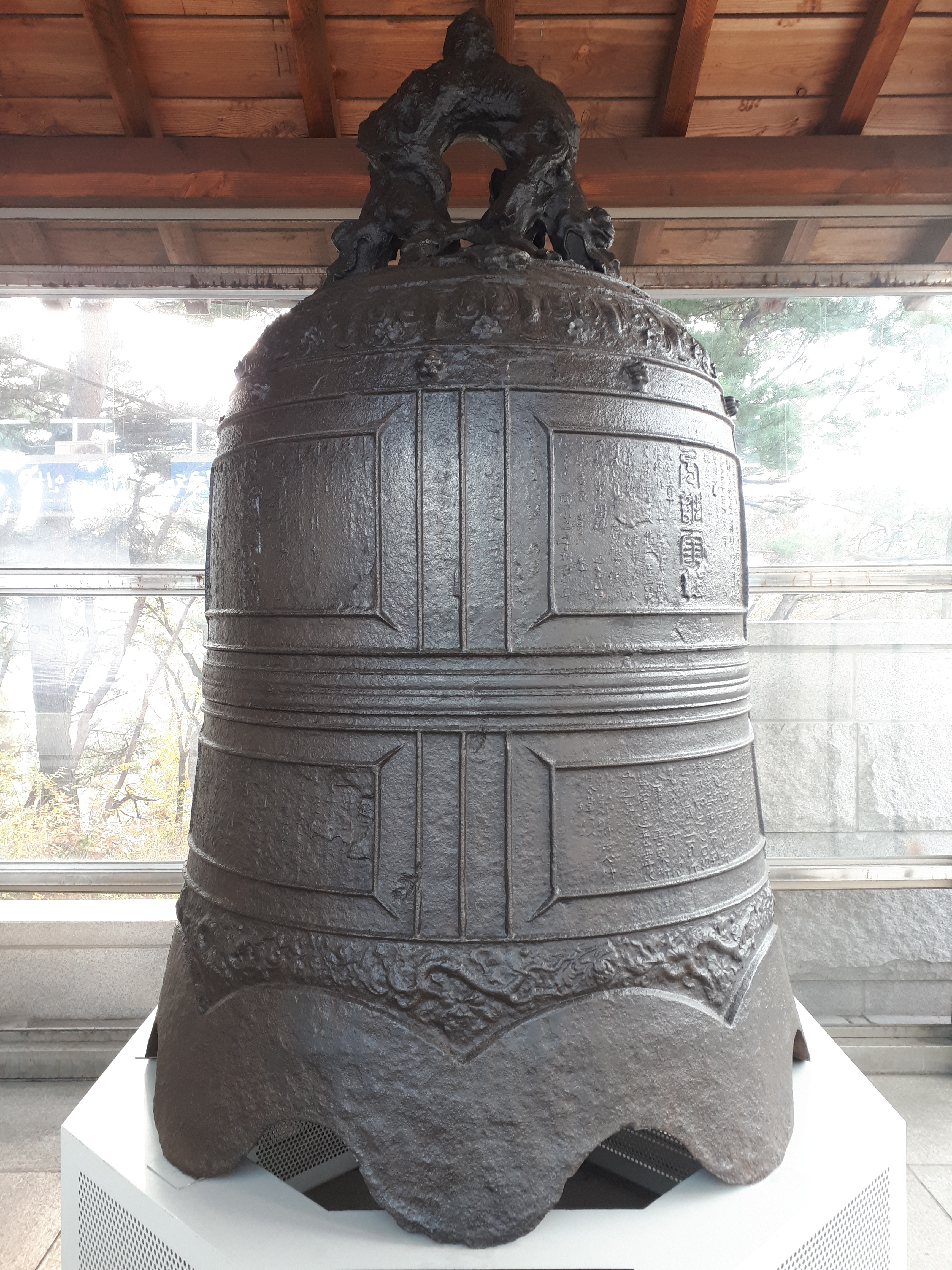
명대철제도종
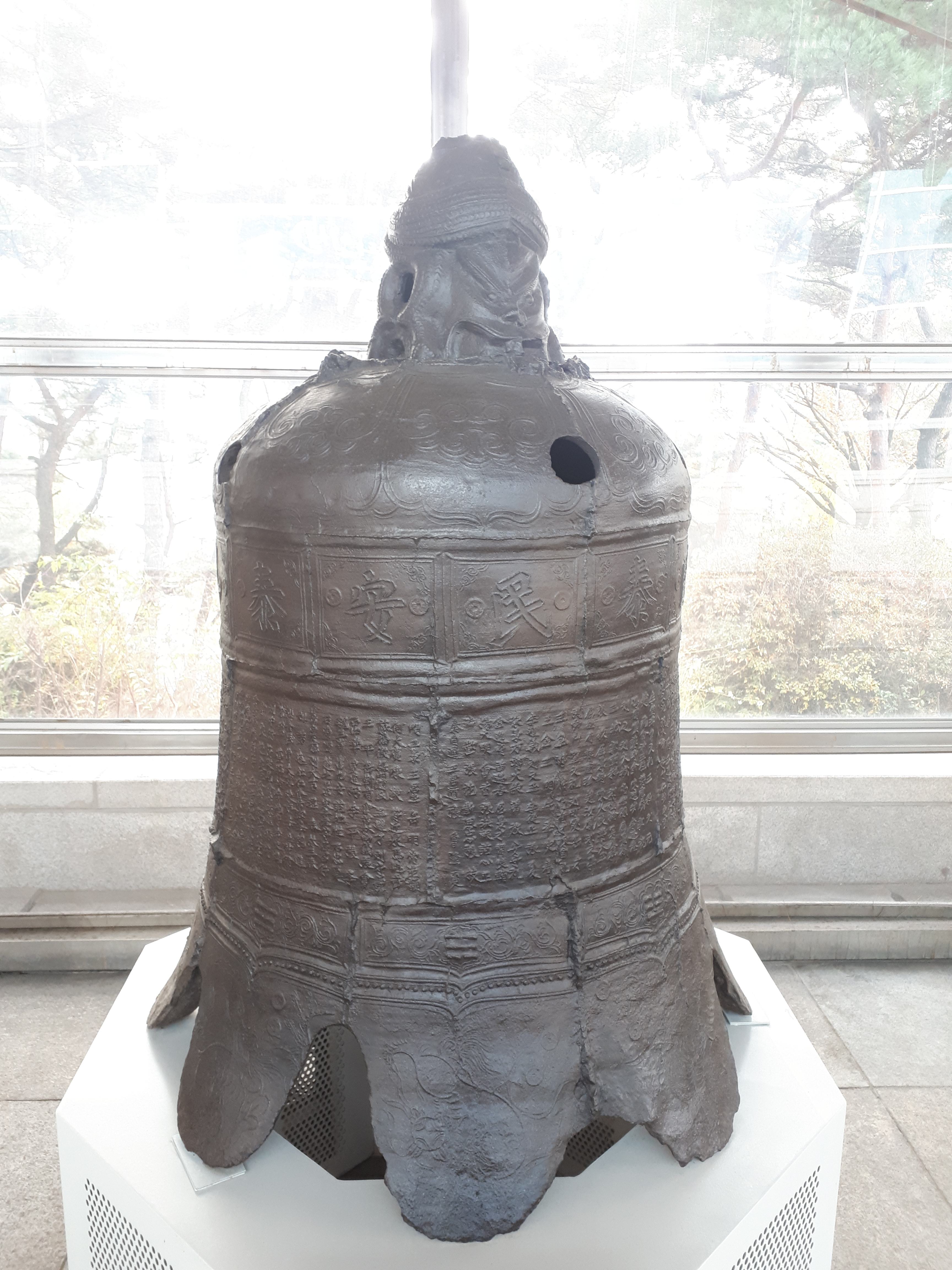
송대철제범종
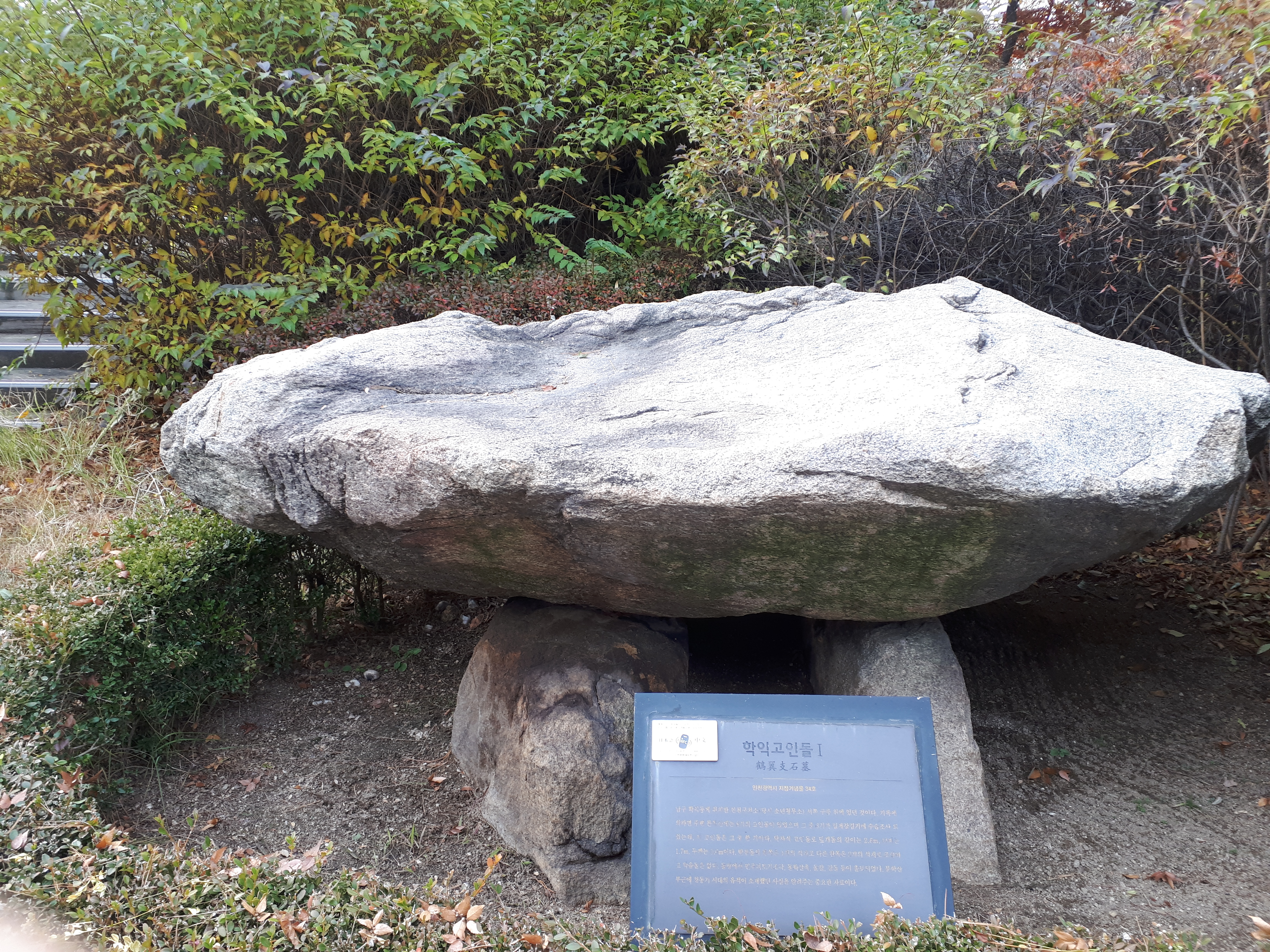
학인고인돌 I
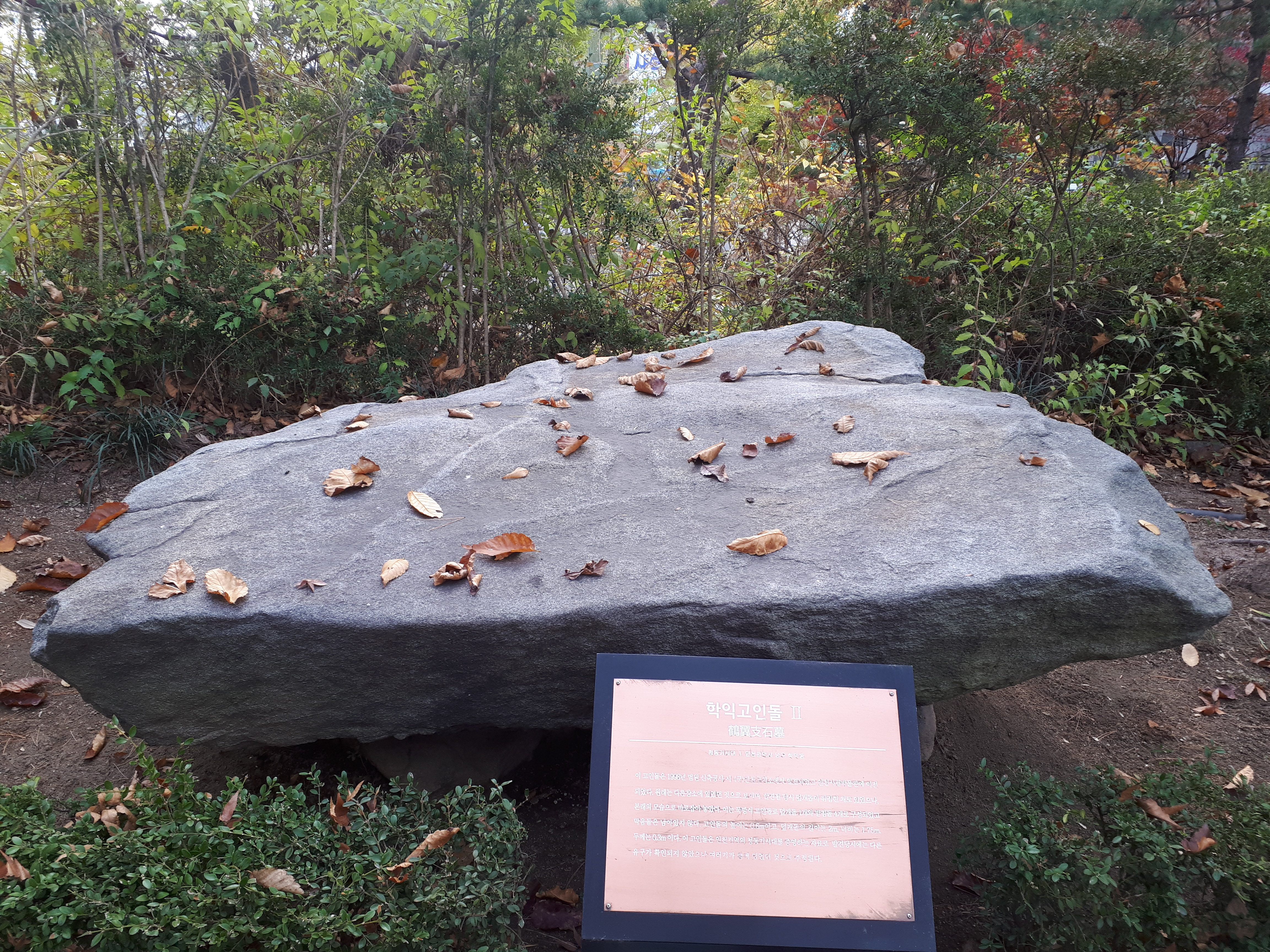
학익고인돌II

## 관람 안내
- 관람시간 : 09:00 ~ 18:00
- 휴관일 : 매주 월요일, 1월 1일 (월요일이 공휴일일 경우 개관)
- 관람료 : 무료

## 관련사이트
- 인천광역시립박물관 블로그
- 인천광역시립박물관 페이스북
- 인천광역시립박물관 인스타그램
- 인천광역시립박물관 유튜브